# Reiki

„Reiki“ in Kanji-Schreibweise

Reiki (japanisch 霊気 oder in Katakana レイキ, Aussprache /⁠ɺɛɪki⁠/ oder /⁠ɺeːki⁠/, deutsch etwa „spirituelle/geistige Lebensenergie“) ist ein Kunstwort, das von Usui Mikao aus der sinojapanischen Aussprache rei des Schriftzeichens 霊 („Geist“, „Seele“) und ki (dem chinesischen Qi – Lebensenergie) gebildet wurde und in der Regel in westlichen Publikationen als „universelle oder universale Lebensenergie“ übersetzt wird. Reiki wird als eine „Energie“ postuliert, die in allem, was lebt, vorhanden sein soll. Das ki im Wort Reiki entspricht konzeptuell in etwa dem chinesischen Qi (Chi) und dem hinduistischen Prana. Im allgemeinen Sprachgebrauch umfasst der Begriff Reiki diese „Energie“, die Reiki-Behandlung und die Reiki-Ausbildung.
Das Konzept einer erfolgreichen Reiki-Behandlung als einzige oder vorrangige Therapiemaßnahme ist aus Sicht der Wissenschaft sowie nach den Kriterien der evidenzbasierten Medizin unhaltbar, da entweder nicht bewiesen, oder je nach Erkrankungsart unplausibel. Reiki ist nach wissenschaftlichen Erkenntnissen keine medizinisch wirksame Methode zur Behandlung von Krankheiten.

## Konzept
Reiki ist ein esoterisches Konzept, nach dem durch Auflegen der Hände als eine Form von Körperkontakt und eine spezielle Symbolarbeit Einfluss auf die Gesundheit eines so behandelten Individuums genommen werden soll. Reiki ist eine von vielen Formen der sogenannten „Energiearbeit“ und der Techniken des Handauflegens. Es gibt sowohl die Möglichkeit der Reiki-Selbstbehandlung als auch die Behandlung einer anderen Person. Der Behandelnde sorgt zu Beginn für eine gute Durchblutung seiner Hände, die dadurch beim Auflegen eine erhöhte Wärmeausstrahlung haben, die während der Behandlung noch zunimmt. Ähnlich wie bei einer Infrarot-Behandlung dringt die Wärmestrahlung der Hände in die Gewebe ein. Usui Mikao entwickelte hierfür eine Methode betreffend die Reihenfolge, in der die Hände auf verschiedene Körperregionen aufgelegt werden, wobei auch die Chakren besondere Berücksichtigung finden.
Es gibt unterschiedliche Systeme, nach denen Reiki gelehrt wird: In Japan, dem Ursprungsland, gibt es aufgrund des dortigen kulturellen und religiösen Hintergrundes eine grundsätzlich andere Sicht- und Herangehensweise als im Westen. Der wesentliche Unterschied ist, dass das Erreichen körperlicher und geistiger Gesundheit lediglich ein Zwischenziel bilden soll und das Ziel die Erleuchtung (Satori) darstellt. Aber auch im Westen gibt es unterschiedliche Reikisysteme. Die Unterschiede bestehen im Wesentlichen in der Anzahl der „Einweihungen“ während der Ausbildung.

## Geschichte

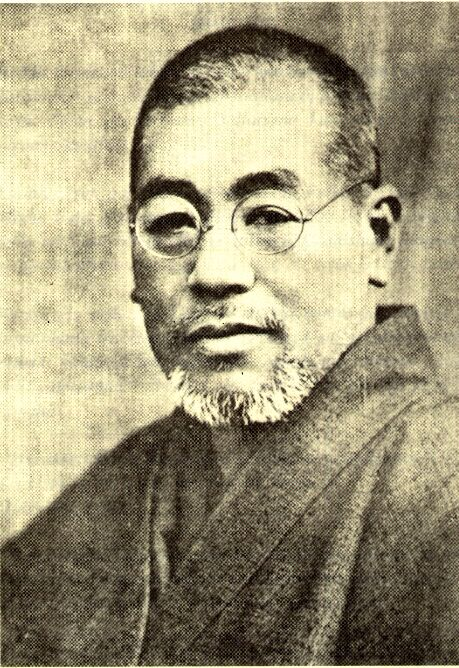
Usui Mikao (1865–1926)

Reiki wurde von dem Japaner Usui Mikao begründet. Usuis ursprüngliche Lehre nannte sich Usui Reiki Ryōhō (臼井靈氣療法). Das genaue Datum der Entstehung ist nicht bekannt. Fest steht, dass Usui Mikao 1921 eine Reiki-Klinik in Tokyo eröffnete.
Auch die Art der Entstehung ist nicht genau bekannt. Nach der Inschrift auf der Grabstätte von Usui Mikao wurde ihm nach einer 21-tägigen Fastenkur auf dem Berg Kurama, einem Berg nördlich von Kyoto, durch eine Vision das Wissen um Reiki zuteil. Seitdem wird Reiki vom Lehrer zum Schüler weitergegeben. Usui Mikao bildete u. a. Chujiro Hayashi als Reiki-Meister oder Reiki-Lehrer aus. Chujiro Hayashi hat u. a. die Japanerin Chiyoko Yamaguchi und die Hawaii-Amerikanerin Hawayo Takata als Reiki-Meisterin und Reiki-Lehrerin ausgebildet.
Hawayo Takata war die erste Reiki-Meisterin außerhalb von Japan. Sie hat insgesamt 22 weitere Reiki-Meister und -lehrer ausgebildet, die meisten nicht aus Japan. Fast alle Praktizierenden außerhalb Japans stammen deshalb aus der Einweihungslinie Usui-Hayashi-Takata. 1981 wurde Reiki von der in den Vereinigten Staaten lebenden Mary McFadyen über Deutschland nach Europa gebracht.
Das japanische Reiki wird heute in Japan in Abgrenzung zur westlichen Variante auch Jikiden Reiki „Japanisches traditionelles Reiki“ ((日本)伝統式レイキ, (Nihon) dentō-shiki reiki) genannt. Die im Westen verbreitete Variante wird als „Reiki Westlicher Art“ (西洋式レイキ, seiyō-shiki reiki) bezeichnet.

## Ausbildung und Einweihung
Die Ausbildung erfolgt in aufeinander aufbauenden Stufen. Diese Stufen werden Grade genannt. Jede Ausbildungsstufe beginnt mit einer Einweihung. Unter Einweihung versteht man ein Ritual, mit dem ein Lehrer den Schüler befähigt, Reiki zu geben oder die Reiki-Symbole zu benutzen.
Praktizierende sehen sich als Kanal für die Energie und gehen davon aus, dass durch die Einweihung der Kanal in ihnen geöffnet wird, bzw. bei höheren Graden auf die Reiki-Symbole eingestimmt wird. Ohne diese Einweihung sei der Kanal nicht geöffnet, auch entfalten die Symbole ohne Einweihung nicht ihre Wirkung.
Im westlichen Reiki gibt es bis zur Lehrerausbildung drei bis vier Grade:
- Erster Grad: Öffnung des Reiki-Kanals
- Zweiter Grad: Einführung dreier Reiki-Symbole
- Dritter Grad (Meistergrad): Einweihung auf das „Meistersymbol“
- Vierter Grad (Lehrergrad): befähigt dazu, andere Menschen einzuweihen.[1][4][6]

Ursprünglich wurden der Meistergrad und der Lehrergrad zusammen erworben. Viele Reiki-Lehrer handhaben das auch heute noch so. Für jeden Reiki-Grad werden ein bis vier Einweihungen gegeben.
Im traditionellen Jikiden Reiki gibt es folgende Stufen:
- Shoden (Anfänger) Reiki für körperliche Themen
- Okuden (Fortgeschritten) Reiki für mentale Themen und Fernbehandlung
- Shihan Kaku (Shihan-Anwärter bzw. Assistenzlehrer), darf Shoden-Kurse geben
- Shihan (Meisterlehrer), darf Shoden und Okuden-Kurse geben
- Dai Shihan (Großmeister bzw. Höchstrangiger Meisterlehrer), darf Shoden-, Okuden- und Shihan-Kaku-Kurse geben

## Reiki-Lebensregeln
Die Essenzen der Lebensprinzipien von Usui werden als die fünf Konzepte, die fünf Prinzipien oder die fünf Lebensregeln benannt und während der Reiki-Ausbildung gelehrt. Der Text stammt aus den hinterlassenen Aufzeichnungen von Usui. Der kursiv gedruckte Teil sind die Lebensregeln, wie sie sinngemäß im Westen gelehrt werden.
| Kanji (japanisch) | Lesung | Deutsch |
| --- | --- | --- |
| 招福の秘法 萬病の靈薬 今日丈けは 怒るな 心配すな 感謝して 業をはけめ 人に親切に 朝夕合掌して心に念じ 口に唱へよ 心身改善 臼井靈気療法 肇祖 臼井甕男 | Shōfuku no hihō Mambyō no reiyaku Kyō dake wa Ikaruna Shimpai suna Kansha shite Gyō o hakeme Hito ni shinsetsu ni Asayū gasshō shite kokoro ni nenji Kuchi ni tonae yo Shinshin kaizen Usui Reiki Ryōhō Chōso Usui Mikao | Die geheime Kunst, das Glück einzuladen. Die wunderbare Medizin für alle Krankheiten. Wenigstens heute ärgere Dich nicht, sorge Dich nicht, sei dankbar, arbeite eifrig, sei freundlich zu allen. Jeden Morgen und Abend falte die Hände, bete von Herzen und rufe ihn (Buddha) laut an. Zur Verbesserung von Geist und Körper. Usui Reiki Heilmethode Der Gründer Usui Mikao |

## Ausübung

Reiki-Kanji in Vorkriegs-Schreibweise

Reiki-Praktizierende gehen davon aus, dass sie, wie bei anderen Formen der „Energiearbeit“, nicht mit ihrer eigenen Energie arbeiten. Nach der Einweihung durch einen Lehrer sehen sie sich als Kanal für die Reiki-Energie. Da sie nicht mit ihrer eigenen Energie arbeiten, können sie auch sich selbst behandeln. Auch Tiere und Pflanzen können nach ihrer Ansicht behandelt werden.
Anwender gehen weiterhin davon aus, dass Reiki als Lebensenergie niemals schaden kann. Ziel der Anwendung ist die körperliche, geistige, seelische und soziale Gesundheit, die Stärkung der Selbstheilungskräfte und die Überwindung von Krankheiten.
Reiki ersetzt jedoch keinen Arzt, keine Medikamente oder verordnete Therapien, es kann aber neben jeder medizinischen oder alternativmedizinischen Behandlung angewandt werden.
Praktizierende im westlichen Reiki gehen davon aus, dass Reiki bei der Behandlung dorthin fließt, wo es benötigt wird, und eine Diagnose deshalb für die Behandlung nicht erforderlich ist. Eine Diagnose wird durch die Behandlung auch nicht gestellt.
Praktizierende im japanischen Reiki verwenden den Byosen, ein fünfstufiges Sensorik-System der Hände. Sie gehen davon aus, so präzise den Bereich ausfindig machen und gezielt behandeln zu können.

### Technik
Die Reiki-Behandlung erfolgt üblicherweise durch Auflegen der Hände. Einige Behandler bevorzugen es aber auch, die Hände einige Zentimeter über dem Körper des Behandelten zu halten. Usui hat detaillierte Aufzeichnungen über die Reiki-Behandlung hinterlassen. Danach kann die Reiki-Behandlung auch durch Massieren, Beklopfen, Streichen u. a. der erkrankten Körperstelle erfolgen.
Chujiro Hayashi hat zwölf Handpositionen für eine Vollbehandlung entwickelt, die nach den Bedürfnissen des Behandelten ergänzt wird. Dieses Behandlungsschema ist auch heute noch üblich. Der Behandler kann es aber seiner Erfahrung und Intuition entsprechend verändern. Daneben gibt es Übereinkünfte über eine Kurzbehandlung, die auch im Sitzen durchgeführt werden kann.

### Kosten
Im westlichen Reiki gibt es weder für die Behandlung noch für die Ausbildung eine feste Gebührenordnung. Die Kosten der Ausbildung, die in der Regel in Wochenendseminaren erfolgt, können sehr unterschiedlich sein. Die Ausbildungs- und Einweihungsordnung ist hierarchisch.
Im japanischen Jikiden Reiki, sind die Ausbildungskosten vom Institut, Jikiden Reiki Kenkyukai in Kyoto, klar festgelegt.
Die Kosten für eine Behandlung liegen in günstigen Fällen bei denen einer Massage, gehen gelegentlich aber auch weit darüber hinaus. Sie werden aufgrund der nicht nachgewiesenen Wirksamkeit in Deutschland nicht von der Krankenkasse übernommen. In der Schweiz hingegen besteht die Möglichkeit über Zusatzversicherungen eine Kostenbeteiligung der Krankenkassen zu erhalten, sofern der Ausübende von EMR (Erfahrungsmedizinisches Register) oder ASCA (Schweizerische Stiftung für Komplementärmedizin) anerkannt wurde.

## Wissenschaftliche Studien
Zur Wirksamkeit von Reiki im Hinblick auf die Heilung von Krankheiten gibt es zahlreiche Studien mit einem insgesamt negativen Ergebnis. Ein systematisches Review von 2008 stellte nach Auswertung zahlreicher Studien mit unterschiedlichen Ergebnissen fest, dass es keinen hinreichenden Beleg für die Behauptung gibt, Reiki sei eine wirksame Behandlung für jede Erkrankung. Es gab lediglich Hinweise auf Erfolge bei der Behandlung von Schmerzen, Angstzuständen und Stress, aber etwaige Effekte konnten nicht unabhängig repliziert werden. Ein Beleg für eine über den Placebo-Effekt hinausgehende Wirksamkeit wurde nicht gefunden.
Ein weiteres Review aus dem Jahr 2009 kommt zu dem Ergebnis, dass in zwölf klinischen Studien zum Nachweis der Wirksamkeit von Reiki sich entweder kein positiver Effekt zeigte, oder entscheidende methodische Schwächen gefunden wurden. Die schwerwiegenden methodischen und inhaltlichen Einschränkungen begrenzt bestehender Reiki-Studien schlössen eine endgültige Schlussfolgerung über die Wirksamkeit von Reiki aus, so dass wirklich hochwertige randomisierte kontrollierte Studien erforderlich sind, um die Wirksamkeit von Reiki gegenüber Placebo zu untersuchen.
Die wissenschaftliche Evidenz für die Wirksamkeit von Reiki fehlt aufgrund methodischer Einschränkungen (fehlende Kontrollgruppen, kleine Stichproben, methodische Fehler) und uneinheitlicher Ergebnisse.